# Фарио, Анж-Франсуа
Анж-Франсуа Фарио (псевд. Сент-Анж, 1747—1810) — французский поэт.
Известен переводами римских классиков; был профессором Сорбонны и членом Французской академии. В «Oeuvres»  (1823—24, с биографией автора) собраны его переводы из Овидия (1778—1811), комедия «L’école des pères» (1778), «Mélanges de poésie» (1802) и др.